# Надручевская
Надручевская (Низовская) — деревня в Вельском районе Архангельской области. Относится к муниципальному образованию «Ракуло-Кокшеньгское».

## География
Деревня расположена в 56 км на восток от Вельска на автодороге Вельск — Октябрьский, на левом берегу реки Кокшеньга (приток Устьи). До административного центра муниципального образования «Ракуло-Кокшеньгское», деревни Козловская, 7 километров по гравийной дороге.
Ближайшие населённые пункты: деревня Уласовская, на 1 километр южнее и деревня Пугачёвская (Исаково), на 3 километра севернее
Часовой пояс
Надручевская, как и вся Архангельская область, находится в часовой зоне МСК (московское время). Смещение применяемого времени относительно UTC составляет +3:00.

## Население
| 2002 | 2010 | 2012 | 2014 |
| ---- | ---- | ---- | ---- |
| 10   | ↘8   | →8   | →8   |

## История
Указана в «Списке населённых мест по сведениям 1859 года» в составе Вельского уезда Вологодской губернии под номером «2460» как «Надручевская(Низовская)». Насчитывала 9 дворов, 35 жителей мужского пола и 43 женского.
В материалах оценочно-статистического исследования земель Вельского уезда упомянуто, что в 1900 году в административном отношении деревня входила в состав Ракуло-Кокшеньгского сельского общества Устьвельской волости. На момент переписи в селении Надручевское(Низовское) находилось 14 хозяйств, в которых проживало 52 жителя мужского пола и 55 женского.

### Карты
- Лист карты P-38-97,98 Вельск. Масштаб: 1 : 100 000. Указать дату выпуска/состояния местности.